# Joscelin I av Edessa
Joscelin I av Edessa, död 1131, var en monark (greve) av Edessa från 1118 till 1131. 